# Ischnoscopa
Ischnoscopa là một chi bướm đêm thuộc họ Crambidae.